# هايدكي سوزوكي
هايدكي سوزوكي (باليابانية: 鈴木秀樹) هو مصارع محترف ياباني، ولد في 18 فبراير 1980 في هوكايدو في اليابان.

## روابط خارجية
- هايدكي سوزوكي على موقع دبليو دبليو إي (الإنجليزية)
- هايدكي سوزوكي على موقع CageMatch worker (الإنجليزية)
- هايدكي سوزوكي على موقع قاعدة بيانات المصارعة على الإنترنت (الإنجليزية)
- هايدكي سوزوكي على موقع عالم المصارعة على الإنترنت (الإنجليزية)